# 長慶
長慶（ちょうけい）は、中国・唐代穆宗の治世で使用された元号。821年 - 824年。

## 西暦・干支との対照表
| 長慶 | 元年  | 2年   | 3年   | 4年   |
| 西暦 | 821年 | 822年 | 823年 | 824年 |
| 干支 | 辛丑  | 壬寅  | 癸卯  | 甲辰  |